# الاتصالات في ألمانيا

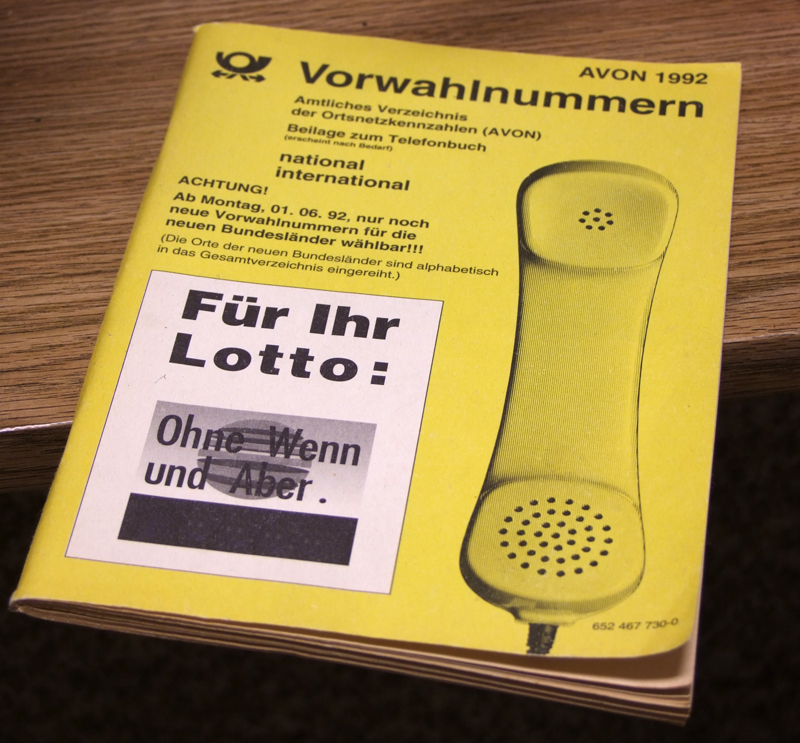
غلاف شركة إتصالات في ألمانيا

الاتصالات في ألمانيا تعد شبكة الاتصالات في ألمانيا من أفضل شبكات الاتصال في العالم بطريقة عملية ومنهجية، قامت ألمانيا بتطوير قطاع الاتصالات عبر عدة مراحل ،لعل أولها كان إنشاء الاتحاد البريدي العالمي ،فكان ذلك تمهيدا لإنشاء شبكة اتصالات عالمية متطورة. وقد قامت ألمانيا بالتحويل التدريجي من الاستعمال المكثف لشبكة البريد، إلى التلغراف ،إلى شبكة الهاتف الأرضي واتصالات الأقمار الاصطناعية.
ويقدر عدد مستخدمي شبكة الهاتف الأرضي في ألمانيا بحوالى 46،5 مليون مشترك (إحصاءات عام 1999).أما عدد مستخدمي الهاتف المحمول فيقدر بحوالى 84 مليون مشترك (إحصاءات عام 2006).
إضافة إلى ذلك، تمتلك ألمانيا أحدث أنظمة الهاتف من حيث مستوى التكنولوجيا المقدمة للمشتركين. ونتيجة مساهمات ألمانيا الغربية على الصعيد المالي بعيد توحيد ألمانيا، تطور نظام الاتصالات في ألمانيا الشرقية بشكل ملحوظ، وباتت شبكة الاتصالات في ألمانيا الشرقية الأكثر تطورا في العالم (باستثناء الاتصالات الدولية)، وقد ألحق هذا النظام بألمانيا الغربية.
وتعد الشبكة الألمانية شبكة متطورة ومتشابكة وتستخدم مراكز اتصالات اوتوماتيكية الموصولة بشبكة من الكابلات وخطوط الألياف البصرية وموجات كهرومغناطيسية، بالإضافة إلى شبكات الأقمار الاصطناعية. أما شبكة الهاتف المحمول فهي متوفرة بكثرة وتعتمد تقنية التجوال (roaming) مع العديد من دول العالم، مثل أقمار انتلسات 14(المحيط الأطلسي والهندي)، يوتيسات1، انمارسات1(المحيط الأطلسي)، انترسبوتنك2(المحيط الأطلسي والهندي)، 7 كابلات بحرية، مركزين للاتصالات باستخدام موجات التردد العالي، وتوصيلات تبعثرية تروبوسفيرية.
ويتواجد في ألمانيا 51 اذاعة أي أم،767 اذاعة أف أم،4 موجات قصيرة، ويقدر عدد وجود 77،8 مليون مذياع في ألمانيا (إحصاءات عام 1998).
كما يوجد في ألمانيا 9153 قناة تلفيزيونية (بما فيها الأرضية) و51،4 مليون تلفاز (إحصاءات عام 1998).
من ناحية ثانية، يتواجد في ألمانيا 625 موزع خدمة إنترنت ISP (إحصاءات عام 1999) وعدد مستخدمي شبكة الإنترنت يقدر ب47 مليون.
أما شركة البريد المعتمدة في ألمانيا فتسمى دوتشيه بوست Deutsche Post.